# Cebus unicolor
Cebus unicolor  (лат.) — вид приматов семейства цепкохвостых обезьян, обитающих в Южной Америке.

## Классификация
Ранее считался подвидом белолобого капуцина. В 2013 году был поднят до ранга вида.

## Описание
Длина тела между 36,5 и 37,5 см, длина хвоста между 42 и 46 см.

## Распространение
Встречается на обширном ареале в верхнем бассейне Амазонки в Бразилии, Перу и северной части Боливии.